# Gaston Habrekorn
Pour les articles homonymes, voir Habrekorn.
Ferdinand Gaston Habrekorn, né le 31 mars 1866 à Rouen et mort le 9 décembre 1917 à Paris 16e, est un compositeur, poète, chansonnier et auteur dramatique français.

## Biographie
Directeur du Bataclan qu'il rachète en 1905, on lui doit près de trois cents chansons sur des musiques ou des paroles de lui-même mais aussi, entre autres, d'Eugène Poncin, Marcel Legay, Paul Briollet ou Henri Christiné.
Ses chansons ont été interprétées, entre autres, par Dranem, Thérésa et Yvette Guilbert.
Il est inhumé au cimetière du Père-Lachaise (division 93, chapelle Habrekorn).

## Œuvres
- La Course aux pantalons, vaudeville en un acte, avec Jean Darc, 1898
- Une nuit chez les Grafouillot, vaudeville en 1 acte, 1898
- Un thé chez Rachinsky, vaudeville-bouffe en 1 acte, avec Louis Bouvet, 1899
- Il pleut des Auvergnats !..., vaudeville en 1 acte, avec Lucien Mariet, 1899
- Le Petit Hamlet, parodie-opérette en 1 acte, avec Émile Herbel, 1899
- La Rançon, drame en un acte, 1899
- Cette bonne Sophie !, drame en un acte, 1899
- Un jour de Terme, vaudeville en un acte, avec Henry Chevalier, 1900
- La Vache à Palu, vaudeville en 1 acte, avec Louis Latourette, 1900
- Les Contes de Piron, opérette en un acte, musique de Célestin Controne, 1901
- La couturière est au dessus, vaudeville en un acte, 1903
- Ballochart est cocu !, vaudeville en 1 acte, avec Émile Herbel, 1907